# 都市鉄道
都市鉄道（としてつどう）とは、都市圏において高速度・大量輸送で運行される旅客鉄道輸送機関。

## 定義
「都市鉄道」に相当する言葉として、北米ではラピッド・トランジット（rapid transit、直訳すると「高速交通」）、世界的にはメトロがある（これらは「（日本の）地下鉄」の対訳としても使用される）。これらは「都市内で、他の交通機関の支障を受けず、平面交差を有するバスや路面電車などと比較して、高速度・大量輸送で運行される（鉄道・軌道系）交通機関」の総称である。
日本の都市計画法に規定される都市施設の一種である「都市高速鉄道」と同義である。
日本の都市鉄道等利便増進法（平成17年法律第41号）第二条第一項では「都市鉄道」の定義として「大都市圏（活力ある都市活動及びゆとりのある都市生活の実現に寄与するため鉄道の利用者の利便を増進することが特に必要なものとして国土交通省令で定める大都市及びその周辺の地域をいう。）における旅客輸送の用に供する鉄道」としている。具体的には、「大都市圏」の範囲として同法施行規則（平成17年国土交通省令第82号）第一条において以下の範囲と定めており、これらの都市内における鉄道（地下鉄・高架鉄道など）の総称として「都市鉄道」が位置づけられる。
1. 首都圏整備法（昭和31年法律第83号）第二条第三項に規定する既成市街地及び同条第四項に規定する近郊整備地帯並びにその周辺の地域
2. 近畿圏整備法（昭和38年法律第129号）第二条第三項に規定する既成都市区域及び同条第四項に規定する近郊整備区域並びにその周辺の地域
3. 中部圏開発整備法（昭和41年法律第102号）第二条第三項に規定する都市整備区域及びその周辺の地域
4. 地方自治法（昭和22年法律第67号）第二百五十二条の十九第一項に規定する指定都市及びその周辺の地域

## 日本
三大都市圏では、営業している路線延長は全国の約2割であるのに対し、輸送人員は全国の約9割を占めており、旅客輸送の分担率は全体の過半数を超えている。課題として、路線の一部では約200 %もの混雑率になる場合があるため、この問題を解消するための取り組みをする必要があり、その取り組みとして政府は都市鉄道輸送市場への支出を増加し、2031年までの10年間でCAGR（年平均成長率）が3 %拡大すると言われている。その他にもコストや場所、騒音、二酸化炭素の排出量削減などの課題があり、鉄道会社や政策立案者にはこうした問題を考慮し課題を解消することが求められている。
モータリゼーションの進展によって、1960年（昭和35年）以降、交通事故死者数が1万人を超えて増加し「交通戦争」と呼ばれるようになり、また高度経済成長に伴って都市に人口が集中（過密）して交通渋滞や排出ガスによる大気汚染など都市問題が深刻化してきた。
そこで1968年（昭和43年）に施行された（改正）都市計画法第11条第1項において都市施設が規定され、その一つとして「都市高速鉄道」が明記された。「高速（度）鉄道」という用語は「ラピッド・トランジット」の訳として、都市計画法の前身である東京市区改正条例（1888年〈明治21年〉施行）に基づいた計画より使用されており、これが引き続き使用されているものである。都市圏内で鉄道路線を整備する、あるいは鉄道路線を運行する多くの鉄道事業者が「高速鉄道」を名乗るのはこれに起因している。

### 主な種類

#### 地下鉄
一般的に地下鉄として認識されているものは、すべて都市高速鉄道として都市計画決定されたものである。既存のJRや私鉄の路線が地下鉄と同一の路線として都市計画決定されている場合は、当該路線に並行する形で複々線化として行われる場合が多い。

#### 新交通システム
金沢シーサイドライン（国際港都建設計画都市高速鉄道第3号金沢シーサイドライン）などが挙げられる。

#### 連続立体交差事業
高架化・地下化などの連続立体交差事業も都市高速鉄道として都市計画決定される。多くは各自治体の都市計画事業として施行する。これと併せて周辺地域の土地区画整理事業などの市街地開発事業を行うケースも見られる。

### 「高速鉄道」の名を冠する鉄道会社の例
「高速鉄道」の名を冠する鉄道会社としては、以下の例がある。
- 埼玉高速鉄道
- 東葉高速鉄道
- 成田空港高速鉄道
- 成田高速鉄道アクセス
- 東京臨海高速鉄道
- 横浜高速鉄道
- 名古屋臨海高速鉄道
- 愛知高速交通
- 大阪高速鉄道（現在は大阪モノレールに社名変更）
- 関西高速鉄道
- 中之島高速鉄道
- 西大阪高速鉄道
- 奈良生駒高速鉄道
- 泉北高速鉄道
- 神戸高速鉄道
- 広島高速交通
- 北九州高速鉄道